# نكارف (سيدي عبد الله البوشواري)
نكارف هي إحدى مشيخات المملكة المغربية، تتبع جغرافيا لإقليم شتوكة آيت باها وإداريًا لسيدي عبد الله البوشواري. يقدر عدد سكانها بـ 696 نسمة حسب الإحصاء الرسمي للسكان والسكنى لسنة 2004.